# Праздник винограда в Иране
Праздник винограда в Иране (перс. جشن انگور‎) — праздничный день по случаю сбора урожая винограда, который по древней традиции начали отмечать в Персии (современная Исламская Республика Иран) несколько тысяч лет назад в местах, где произрастала данная культура.

## История
В доисламский период этот день назывался Шани-Дер (перс. شانی در‎). «Шани» — это сорт винограда, который собирали в западной части страны, то есть в азербайджанской части современного Ирана. Слово «дер» обозначало глагол «собирать», «готовить впрок».

## Время празднования
В период сбора урожая народ Ирана помимо национальных и календарных праздников отмечает праздник винограда. Традиционно это происходит в конце месяца Шахривар (перс. شهریور‎), когда плоды созревают.

## Традиции и обычаи
С древних времен сложились определенные традиции и обычаи празднования. Ранним утром мужчины и женщины собирались вместе, приносили с собой виноград, сложенный в корзины. В городе Урмия в провинции Азербайджан было принято воздержаться от употребления винограда за несколько дней до начала празднования, таким образом, люди выражали свое почтение Божественному благословению. Они одевались в традиционные костюмы и собирались в месте празднования. Мероприятие начиналось со всеобщей молитвы в честь праздника винограда, всем раздавали угощенье — виноград. Женщины в этот день загадывали желание, просили благополучия, счастья и процветания семье. Некоторые совершали жертвоприношение и просили Господа защитить урожай от влияния погоды: от наводнений, бурь и града. В праздник винограда всегда проводилось соревнование по борьбе между самыми сильными мужчинами. Также собравшиеся танцевали по кругу, взявшись за руки (символ единства), музыканты исполняли красивую музыку, люди пели веселые и жизнерадостные песни. После праздника семьи ходили в гости, по традиции принимающая сторона угощала пришедших напитком «Душаб» (перс. دوشاب‎).

## Приготовление виноградного напитка
Одним из элементов праздника является процесс приготовления виноградного напитка, или «Душабпазан» (перс. دوشاب پزان‎), ставший частью культурного наследия Западного Азербайджана в Иране.
Виноградные плоды собирали в специальную чашу, раздавливали и перекладывали в сито. Полученный сироп наливали в керамический кувшин с особым названием «тагар» (перс. تاغار‎), где он готовился до утра, остатки винограда отправляли под пресс. После охлаждения в сироп добавляли «белую» землю (особая земляная смесь) для того, чтобы уничтожить вредные бактерии и улучшить его вкусовые качества. Сверху собиралась пена, которую затем выбрасывали, и получался чистый, ароматный и прозрачный сироп. После этого смесь помещали в другую посуду для дальнейшего приготовления, а оставшиеся ингредиенты заворачивали в марлю и очищали повторно. На следующий день всё переливали в кастрюлю для приготовления на огне, одна треть выпаривалась, таким образом из 5-6 литров смеси получался 1 литр напитка «Душаб» (перс. دوشاب‎).
Женщины после окончания собирали остатки винограда в чаше, заливали водой и оставляли на солнце на неделю. После скисания смесь становилась уксусом.
Христиане отмечают этот день в церкви, священник после прочтения молитвы берёт гроздь белого винограда и раздает каждому пришедшему в качестве угощенья. Среди верующих существует поверье, что нельзя есть виноград прежде, чем он созреет.